# Петер Різі
Петер Різі (нім. Peter Risi, 16 травня 1950, Буокс — 11 грудня 2010) — швейцарський футболіст, що грав на позиції нападника.
Виступав, зокрема, за клуби «Цюрих» та «Люцерн», а також національну збірну Швейцарії.

## Клубна кар'єра
Розпочав грати у футбол в клубі «Буокс» з однойменного рідного міста, а вищому дивізіоні дебютував 1970 року виступами за команду «Ла Шо-де-Фон», в якій провів два сезони.
Протягом 1972—1975 років захищав кольори клубу «Вінтертур». Своєю грою за останню команду привернув увагу представників тренерського штабу клубу «Цюрих», до складу якого приєднався 1975 року. Відіграв за команду з Цюриха наступні чотири сезони своєї ігрової кар'єри. Більшість часу, проведеного у складі «Цюриха», був основним гравцем атакувальної ланки команди і одним з головних бомбардирів команди, маючи середню результативність на рівні 0,7 гола за гру першості. Найкращим для Різі в команді став сезон 1975/76 з тренером Фрідгельмом Конецкою, коли він виграв «золотий дубль» і став найкращим бомбардиром чемпіонату Австрії із 33 голами. Згодом у 1979 і 1981 роках він знову ставав найкращим бомбардиром чемпіонату, але команда виграти трофей більше не змогла. Загалом Петер провів за клуб 162 матчі в усіх турнірах і забив 108 голів.
1979 року перейшов до клубу «Люцерн», за який відіграв 5 сезонів. Граючи у складі «Люцерна» також здебільшого виходив на поле в основному складі команди. В новому клубі був серед найкращих голеодорів, відзначаючись забитим голом в середньому щонайменше у кожній третій грі чемпіонату. Завершив професійну кар'єру футболіста виступами за команду «Люцерн» у 1984 році.

## Виступи за збірну
9 червня 1974 року дебютував в офіційних матчах у складі національної збірної Швейцарії в товариській грі проти Швеції (0:0).
Загалом протягом кар'єри у національній команді, яка тривала 4 роки, провів у її формі 15 матчів, забивши 3 голи.

## Титули і досягнення

### Командні
- Чемпіон Швейцарії (1):

«Цюрих»: 1975/76
- Володар Кубка Швейцарії (1):

«Цюрих»: 1975/76

### Особисті
- Найкращий бомбардир чемпіонату Швейцарії: 1975/76 (33), 1978/79 (16), 1980/81 (18)

## Смерть
Помер 11 грудня 2010 року на 61-му році життя.